# 亞歷克斯·約瑟夫·佩里涅昂
亞歷克斯·約瑟夫·佩里涅昂（Alexis Joseph Pérignon）是一位法國畫家。

## 生平
亞歷克斯·約瑟夫·佩里涅昂是畫家亞歷克斯·尼古拉斯·佩里涅昂（Alexis-Nicolas Pérignon）和瑪麗·約瑟夫·克萊門特·路易絲·佩里耶（Marie Joseph Clément Louise Paillet）的兒子。
他的父親亞歷克斯·尼古拉斯·佩里涅昂專注於風俗畫和歷史畫，1814年至1850年間作品曾在巴黎展出。
亞歷克斯·約瑟夫·佩里涅昂 跟隨他成為畫家，之後加入了安東萬-尚·葛羅的工作室，在那裡成為學徒，之後成為古畫修復師。
他主要以風俗場景和馬匹畫為主題，也有一些東方主義主題。1834年至1881年，他在巴黎沙龍展出，1836年獲得三等獎章，1838年獲得二等獎章，1844年獲得一等獎章。
1852年-1853年，他曾在聖彼得堡工作了兩年。1856年，他同時擔任第戎美術學院和第戎美術館館長直到1859年為止。